# Chiton carnosus
Chiton carnosus är en blötdjursart som beskrevs av George French Angas 1867. Chiton carnosus ingår i släktet Chiton och familjen Chitonidae.
Artens utbredningsområde är New South Wales. Inga underarter finns listade i Catalogue of Life.